# Myrtos Pyrgos

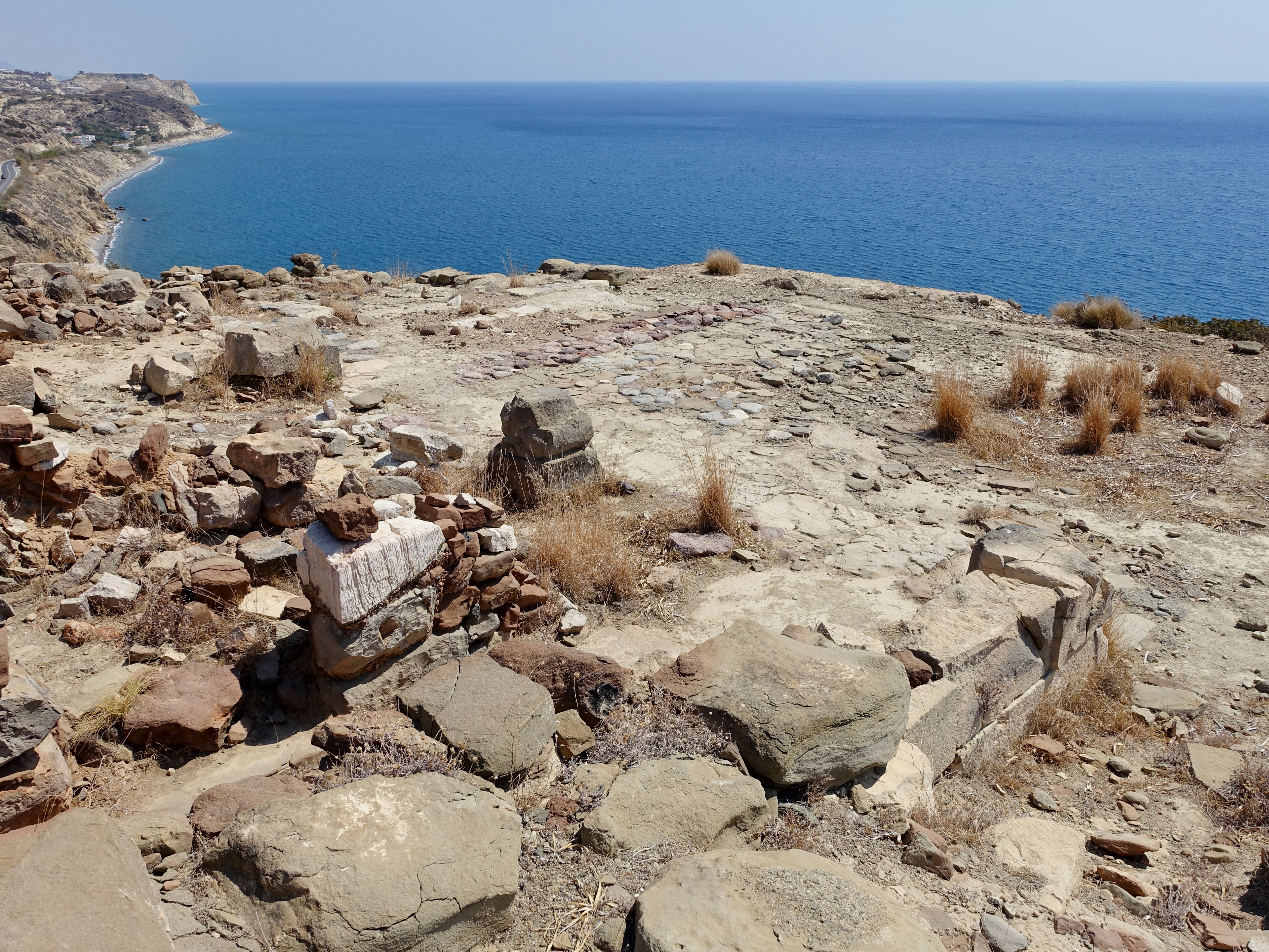
Ausgrabungsstätte von Myrtos Pyrgos

Myrtos Pyrgos (griechisch Πύργος Μύρτου Pyrgos Myrtou) ist eine archäologische Ausgrabungsstätte im Südosten der griechischen Insel Kreta. Sie befindet sich in der Gemeinde Ierapetra des Regionalbezirks Lasithi unmittelbar nordöstlich des Ortes Myrtos (Μύρτος). Hier wurde eine minoische Siedlung entdeckt, die von der früh- bis in die spätminoische Zeit mit Unterbrechungen bewohnt war. In jüngerer Zeit baute man einen Wachturm, griechisch Pyrgos, auf der etwa 75 Meter hohen Erhebung vor der Küste, von dem noch die Fundamente zu sehen sind und nach dem die Ausgrabungsstätte benannt ist.

## Geschichte
Myrtos Pyrgos ist 500 Meter vom Ortseingang von Myrtos im Südwesten entfernt. Die Entfernung zur Küste im Südosten beträgt 120 Meter. 1,7 Kilometer östlich der Ausgrabungsstätte wurde eine weitere minoische Siedlung entdeckt, Fournou Koryfi. Letztere entstand wie Myrtos Pyrgos in der frühminoischen Zeit der Phase FM II A, wurde jedoch nach beiden Siedlungen gemeinsamen Zerstörungen durch großflächige Brände in FM II B nicht wieder bewohnt. Myrtos Pyrgos hingegen weist mehrere Siedlungsphasen auf, die ihr Ausgräber, der britische Archäologe Gerald Cadogan, in die vier Abschnitte Pyrgos I bis IV unterteilte. Die Ausgrabungen auf einer Fläche von etwa 884,5 m² fanden von 1970 bis 1982 unter der Schirmherrschaft der British School at Athens statt.

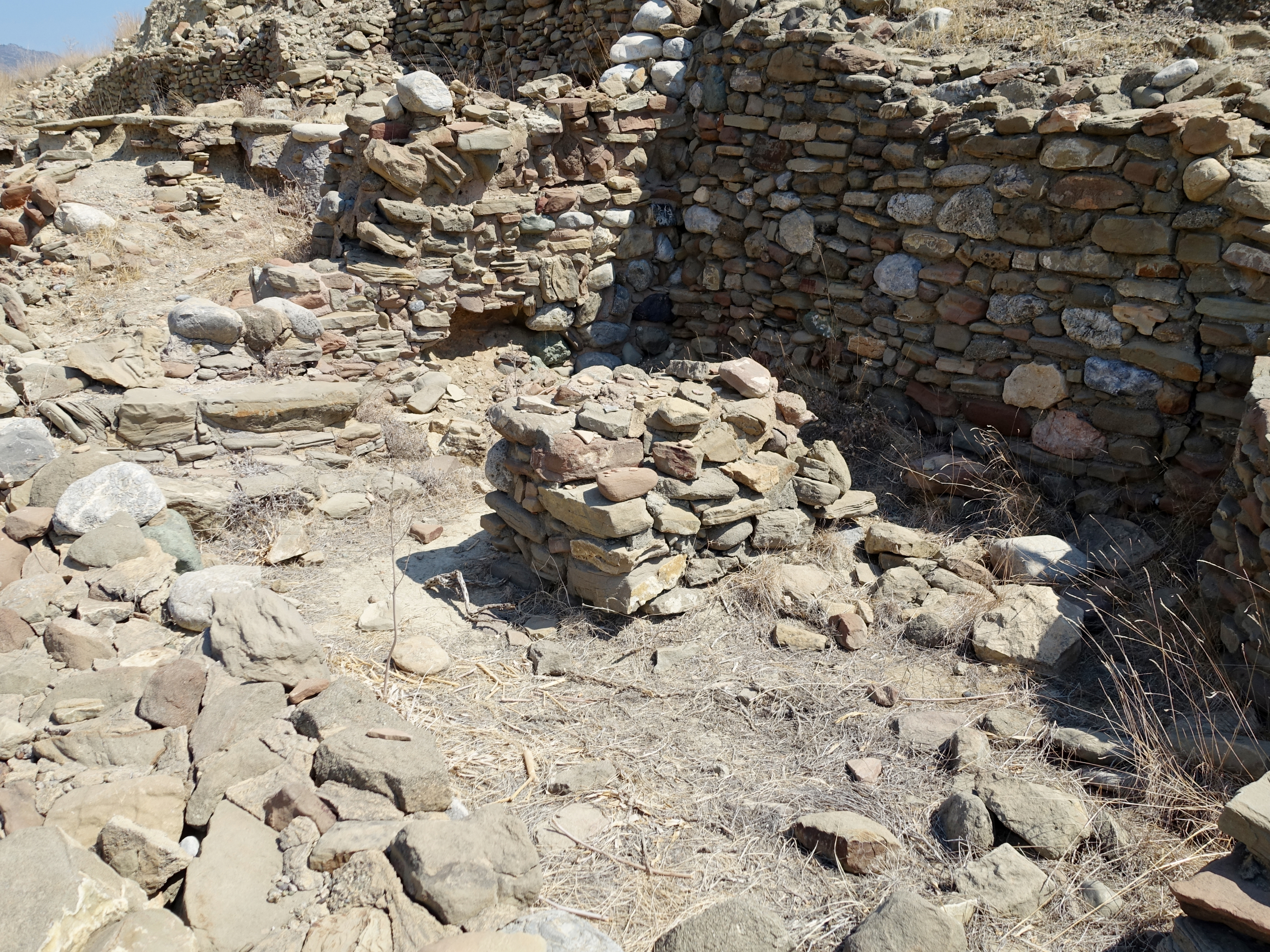
Hausgrab im Grabkomplex

Nach Ansicht Cadogans endete die Phase Pyrgos I mit der Zerstörung der Siedlung in FM II B durch einen Brand. Er datiert die Wiederbesiedlung, den Beginn der Phase Pyrgos II, in die späte FM II B-Zeit. Kurz nach der Wiederbesiedlung entstand auf dem Schutt der FM II-Zerstörung das Hausgrab von Myrtos Pyrgos (Koordinaten: 35° 0′ 24,6″ N, 25° 35′ 24,5″ O) in FM III / MM I A, dem Übergang von der früh- zur mittelminoischen Zeit. Ein Pfeiler in der Mitte des etwa 5 × 3 Meter großen Gebäudes weist auf die frühere Existenz eines Obergeschosses, in dieser Art nur bekannt vom Tempelgrab in Knossos. Angeschlossen an das Hausgrab, zu dem ein ungefähr 15 Meter langer und 1 Meter breiter gepflasterter Weg führte, der sich vor dem Grab zu einem 4 × 3 Meter großen Platz erweiterte, waren zwei Ossuarien. Im Grab und den Ossuarien fand man die Reste von 65 Toten aus den Phasen Pyrgos III und IV. Unter den Grabbeigaben befanden sich Tassen, konische Becher, Ess- und Kochgeschirr.

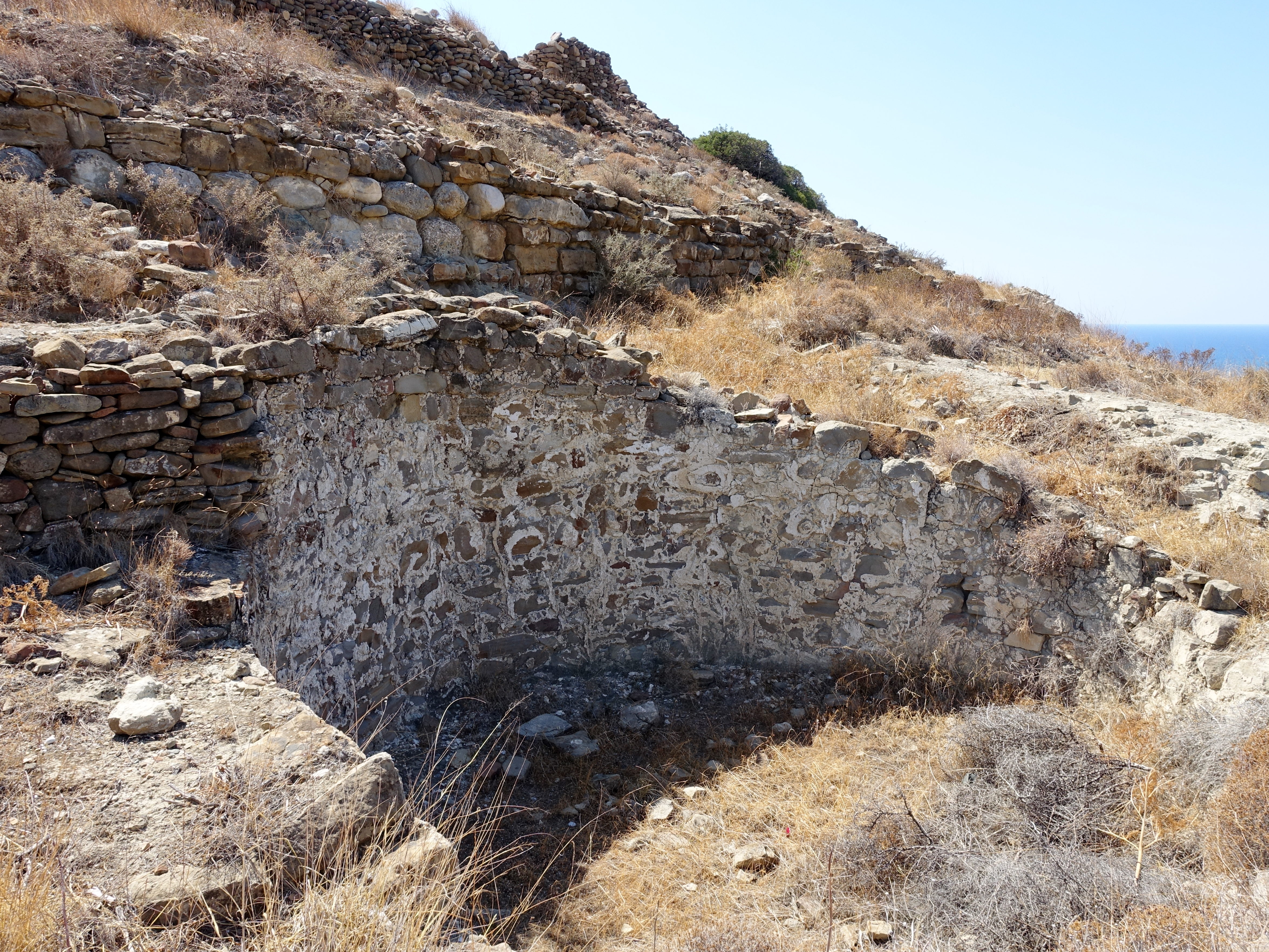
Zisterne am Nordhang

In der Phase Pyrgos III, in der Altpalastzeit von MM I B bis MM III A, entstanden ein Turm und die Zisterne am Nordhang des Hügels (Koordinaten: 35° 0′ 25,8″ N, 25° 35′ 26,1″ O). Eine weitere, kleinere Zisterne befand sich auf dem Hügelplateau. Cadogan nimmt an, dass auf dem Hügel ein später überbautes größeres Gebäude stand. Beide kreisförmige Zisternen haben vertikale Wände und einen runden Boden. Wände und Böden trugen eine ein bis zwei Zentimeter starke Beschichtung aus weißem Kalkputz. Die beiden Strukturen auf dem Plateau und am Nordhang des Hügels von Myrtos Pyrgos gelten als älteste bisher gefundene Zisternen des minoischen Kreta. Gerald Cadogan bezeichnete sie als ungewöhnliches Attribut einer minoischen Siedlung, zumal im Westen am Fuß des Hügels der Fluss Myrtos potamos (Μύρτος ποταμός) ins Meer mündet.

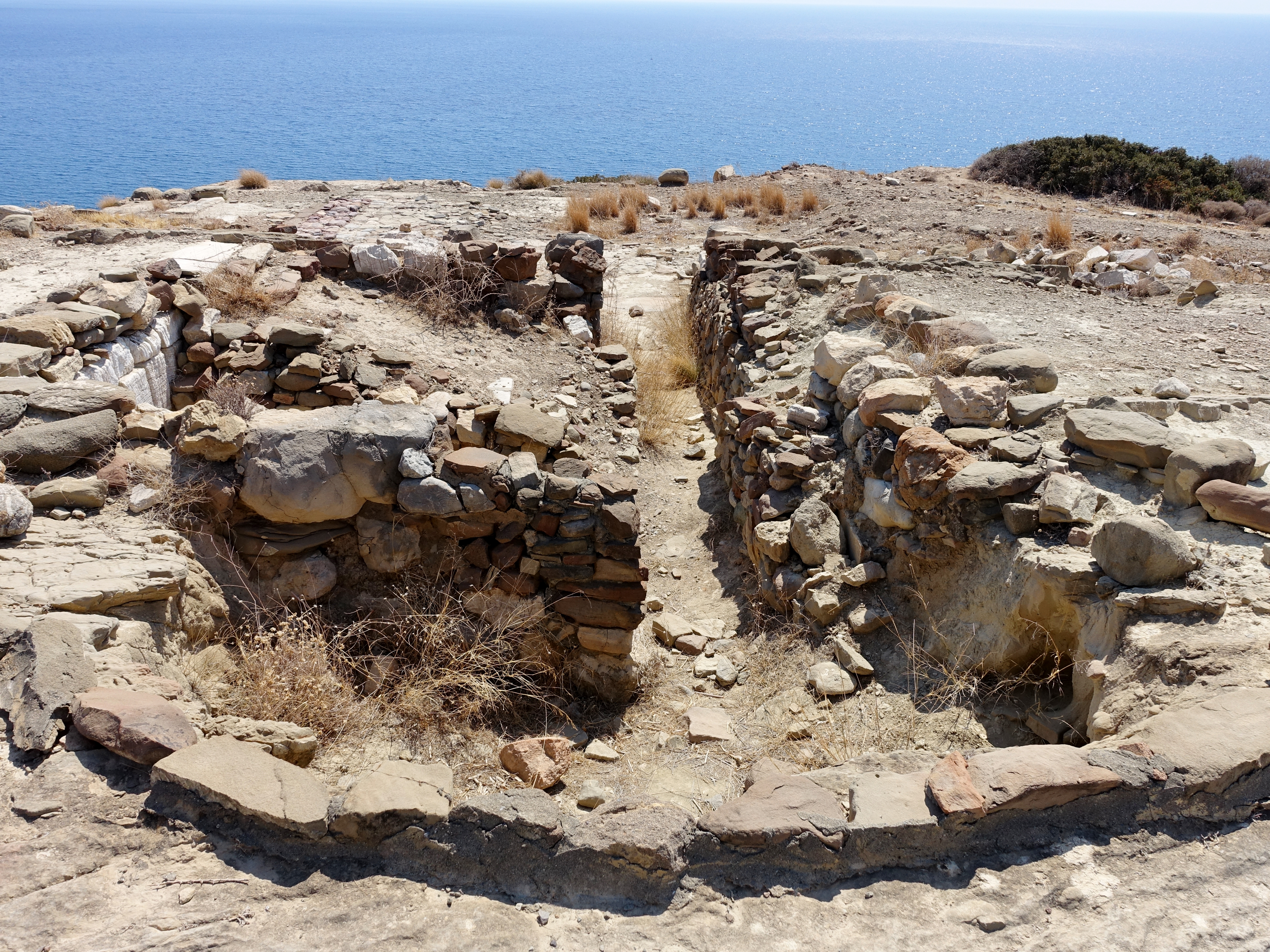
Zugang zur „Minoischen Villa“ mit Lichtschacht und Treppe

Im spätminoischen Abschnitt SM I der Neupalastzeit, der Phase Pyrgos IV, entstand auf der Hügelspitze ein Bauwerk mit vorgelagertem offenen Platz, das Cadogan als „Landhaus“ bezeichnete (Koordinaten: 35° 0′ 24,8″ N, 25° 35′ 26,5″ O). Heute wird dieser Gebäudetyp allgemein mit dem Gattungsbegriff „Minoische Villa“ umschrieben. Ein von Nord nach Süd verlaufender Mittelgang teilte das Gebäude in einen westlichen, repräsentativen Bereich und einen Lager- oder Magazintrakt, der u. a. Pithoi beinhaltete. Dem Villeneingang an der Südfassade war eine etwa 8 × 2 Meter große Stoa vorgelagert, über der sich möglicherweise ein Balkon befand. Rechts und links des Mittelpfeilers der Stoa sind noch zwei lilafarbene Basen aus Kalkstein erhalten, auf denen wahrscheinlich Holzsäulen standen. Nordwestlich der Stoa führte im Innenraum des Gebäudes eine Treppe vor einem Lichtschacht in ein heute nicht mehr vorhandenes Obergeschoss. Einige aufgefundene Gegenstände geben Hinweise auf einen Schrein, der sich im Obergeschoss befand.
Vor der Stoa verläuft in Ost-West-Richtung ein zum anschließenden Platz leicht erhöhter Gehweg aus weißen Steinplatten. Der annähernd quadratische, einschließlich einer integrierten Kouloura 45 m² große Platz vor der „Villa“ ist mit Pflastersteinen aus rötlichem Sandstein, lilafarbenem Kalkstein bis hin zu grauem Sideropetra (kristallinem Kalkstein) nach einem übergreifenden Konzept ausgelegt. Die aus der Phase Pyrgos III stammende Kouloura, ein runder Raum mit einem Durchmesser von 3,50 und einer Tiefe von 2,50 Metern (geschätztes Fassungsvermögen etwa 23 Tonnen), vermutlich ein Silo zur Lagerung von Getreide, wurde im Übergang zur Neupalastzeit mit Flusskieseln zugeschüttet. Die Pflasterung aus der Phase Pyrgos IV folgte jedoch ihren Umrissen, so dass sie für die Nutzer des Platzes weiterhin sichtbar blieb. Den östlichen Abschluss des Platzes bildete ein großes rechteckiges Gebäude. Dessen Mauern wurden größtenteils bereits in der Antike abgetragen. Noch zu erkennen ist, dass der Vorraum eine zentrale Säule besaß.
Die „Minoische Villa“ von Myrtos Pyrgos wurde im Abschnitt SM I B durch ein Feuer zerstört. Die umliegenden Häuser der Siedlung waren davon offenbar nicht betroffen. Unter den Funden der spätminoischen Zeit waren Linear-A-Tafeln, Tonsiegel, ein Opferständer, zwei „Noduli“ mit Linear-A-Aufschrift, ein Krug im Meeresstil, ein rotes Fayence-Schneckenhorn, Fragmente einer ägyptischen Steinvase und andere kleine Gegenstände. Gerald Cadogan sah in den verschiedenen Funden aus Religion, Verwaltung und Wirtschaft in Myrtos Pyrgos Hinweise auf ein regionales Zentrum an der Südküste Kretas, das eng mit den Palästen der spätminoischen Neupalastzeit in Verbindung stand.

Ausgrabungsstätte
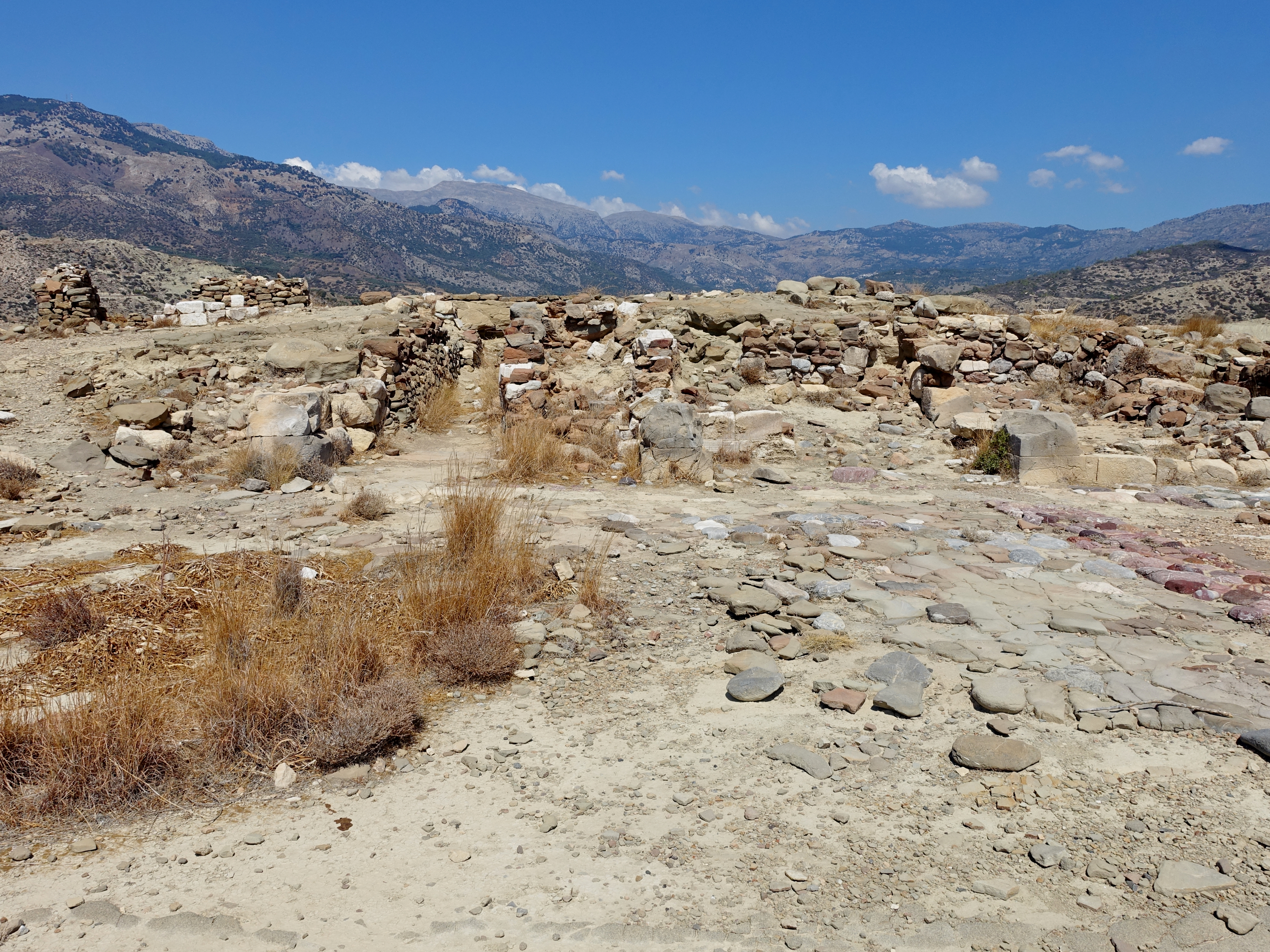
Südseite der „Villa“ mit zwei Säulenbasen
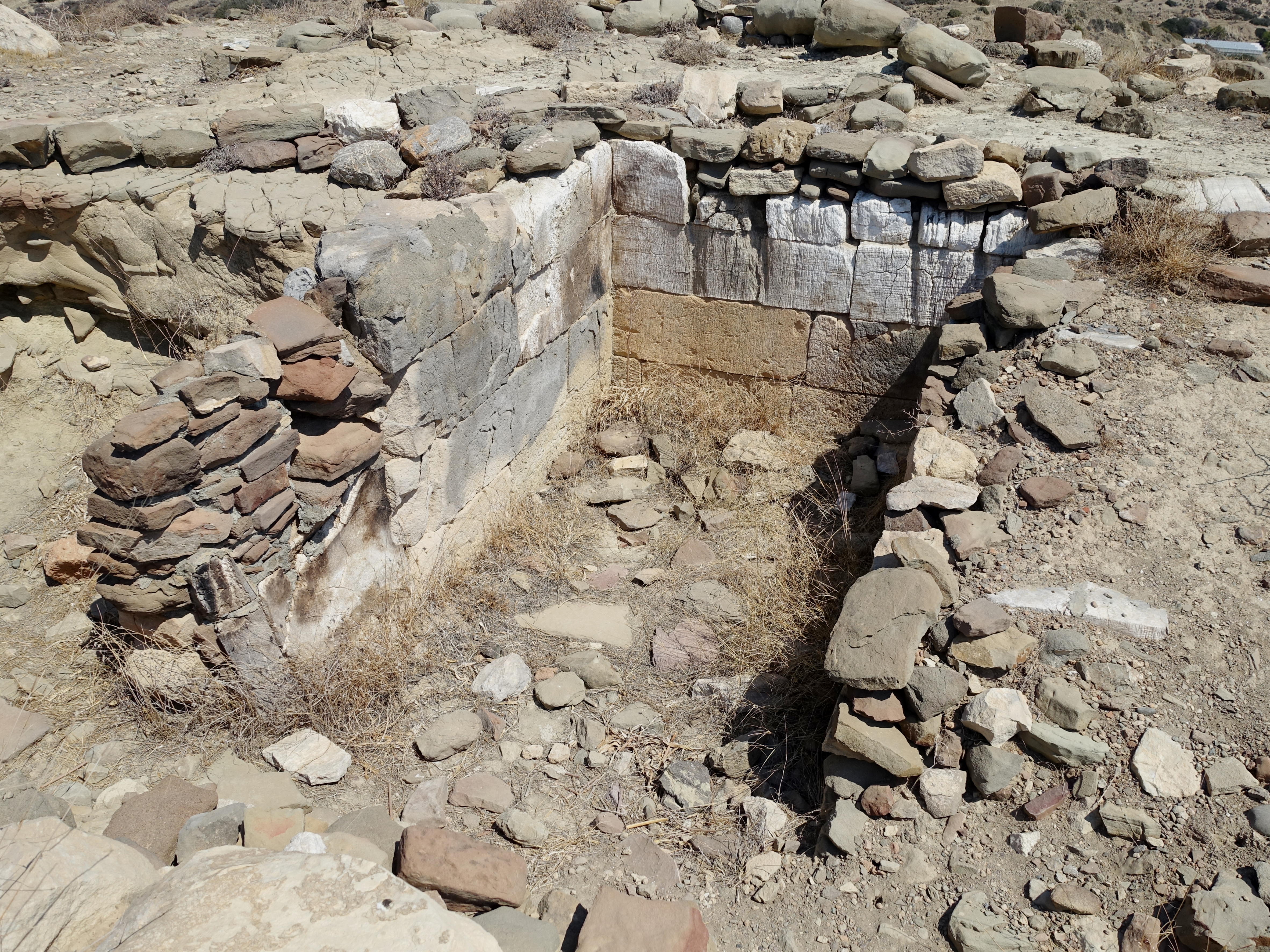
Lichtschacht im Zentrum der „Villa“
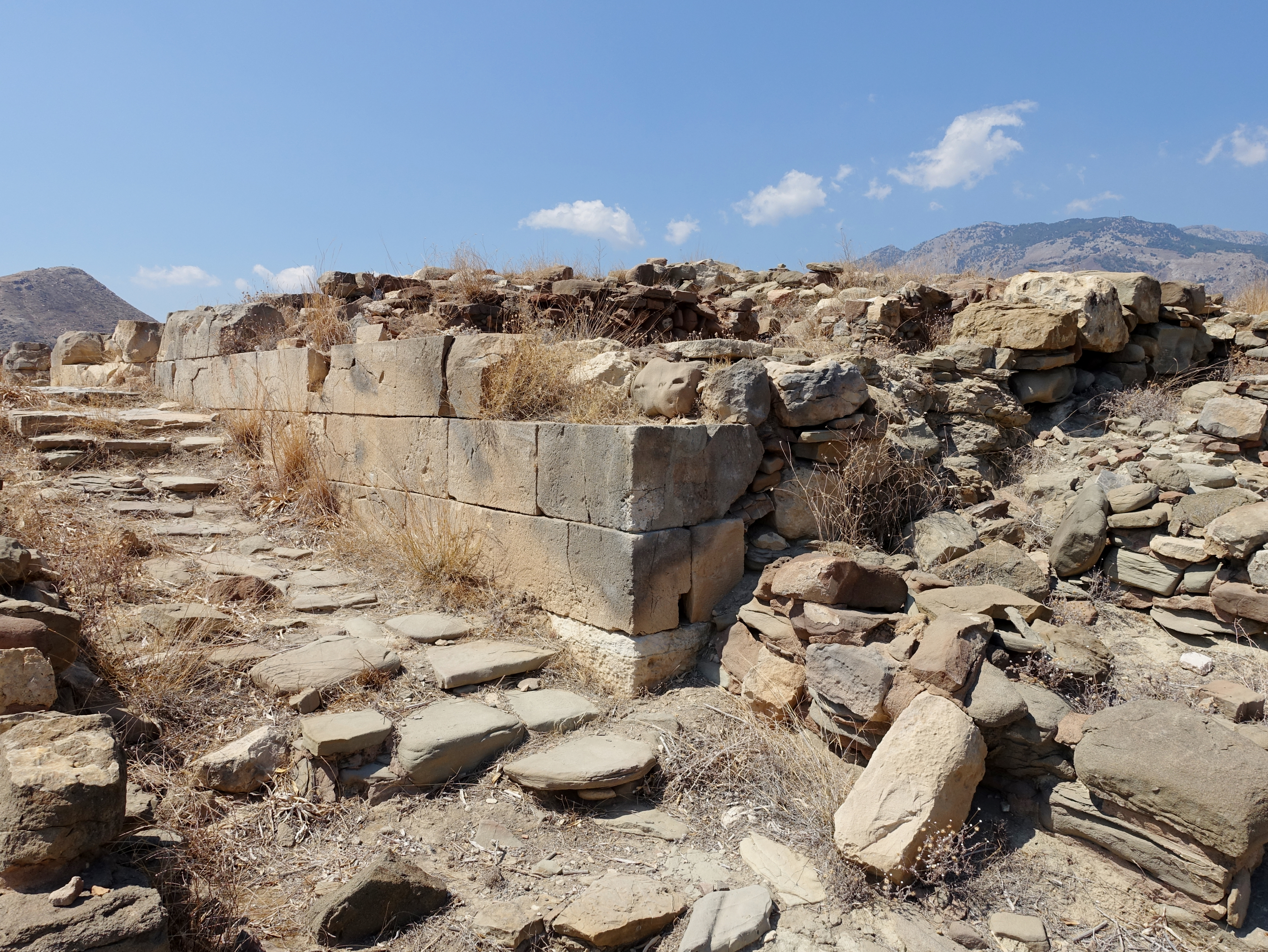
Südostecke der „Villa“ aus Werkstein-Mauerwerk
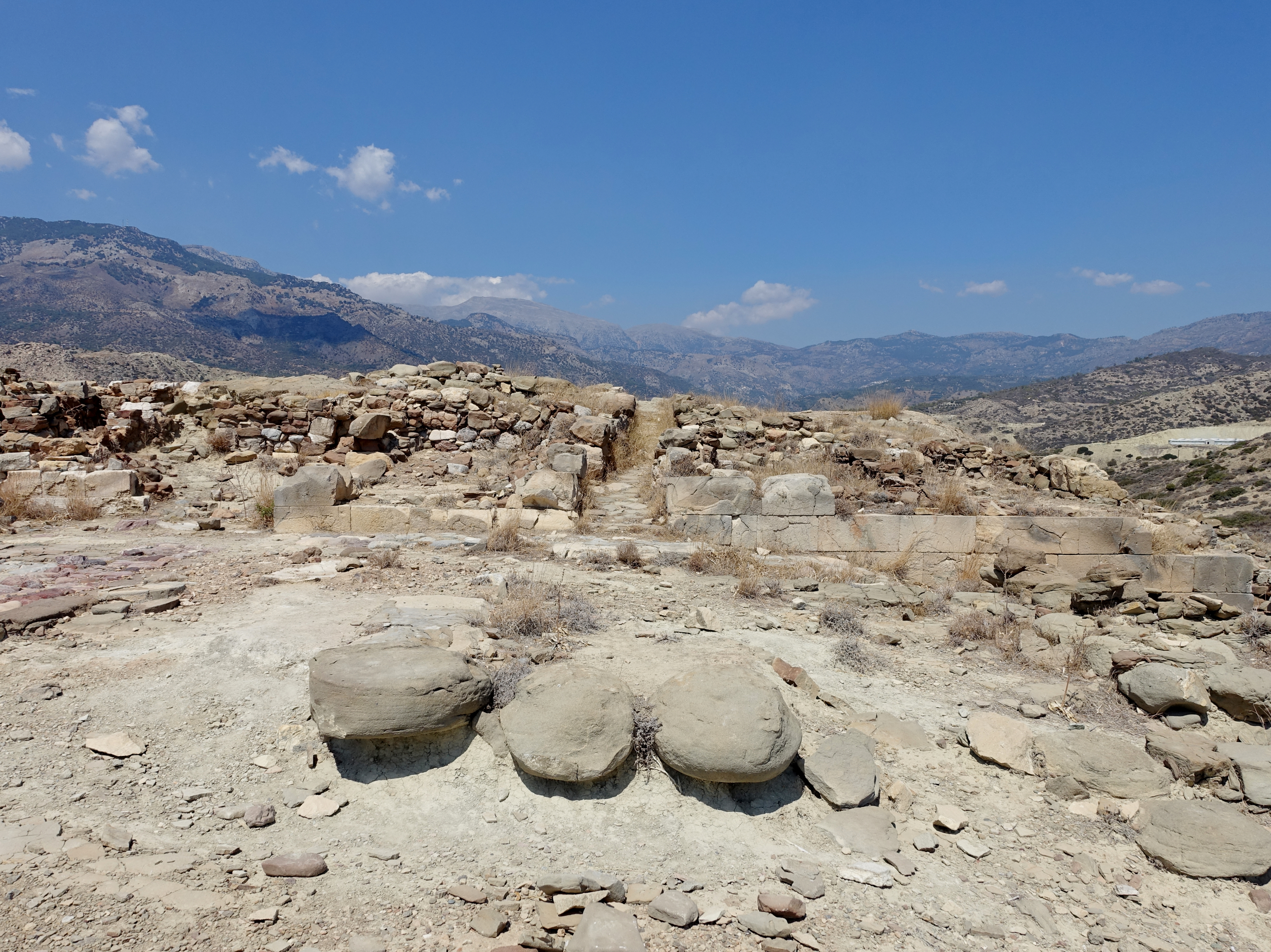
Gebäudereste östlich des Platzes vor der „Villa“